# Anemia glareosa
Anemia glareosa är en ormbunkeart som beskrevs av Gardn. Anemia glareosa ingår i släktet Anemia och familjen Anemiaceae. Inga underarter finns listade.